# Ratpenat de ferradura de Shamel
El ratpenat de ferradura de Shamel (Rhinolophus shameli) és una espècie de ratpenat de la família dels rinolòfids. Viu a Cambodja, Laos, Myanmar, Tailàndia i el Vietnam. El seu hàbitat natural és el bosc tranquil perennifoli de terres baixes i el bosc secundari. No hi ha cap amenaça significativa per a la supervivència d'aquesta espècie.